# Ignaz Seliger
Ignaz Seliger (født 1752, død 1812) var en tysk præst og botaniker fra grevskabet Glatz i Bøhmen (senere Schlesien) i det nuværende Polen.
Ignaz Seliger beskæftigede sig som botaniker især med mosser og laver. Han opdagede omkring 1800 flere hidtil ukendte mosser i Sudeterne. Mos-slægten Seligeria (Kalkmos) og mosset Stub-Pølsekapsel (Herzogiella seligeri) er opkaldt efter ham.